# Spodnje Tinsko
Spodnje Tinsko je naselje v Občini Šmarje pri Jelšah.

## Cerkvi sv. Aneinsv. Matere božje na Tinskem Vrhu
Naselje Spodnje Tinsko se nahaja okrog 100 metrov nad Zgornjim Tinskim, ki leži v dolini Tinskega potoka, vendar en kilometer nižje od njegovega izvira. Od tod tudi ime. 
V zaselku Tinski Vrh, ki se nahaja na slemenu nad naseljem, stojita na višini 409 m dve znameniti, od daleč vidni cerkvi. Cerkev sv. Ane je bila zgrajena konec 14. stoletja, cerkev Matere božje pa v 2. polovici 15. stoletja. Gradnjo dveh cerkva tako blizu druga drugi pojasnjuje legenda:
Tinsko je bilo nekdaj močno poraslo z divjim rastjem, na vrhu Tinske gore pa je stala le cerkev sv. Ane. V zlati dobi Celjskih grofov se je ena od njihovih brhkih gospodičen v tistih krajih izgubila in Celjski so se zaobljubili, da tik ob obstoječi cerkvi zgradijo še eno, če izgubljeno deklico najdejo živo in zdravo. Dekle so res našli in v zahvalo dali zgraditi cerkev sv. Matere božje.
Naravni spomenik Peterlinova bukev, o kateri pravijo, da oddaja pozitivno energijo, stoji  v neposredni bližini obeh cerkva. Stara je več kot 400 let in je najstarejše drevo v občini Šmarje pri Jelšah. Popotniki se nemalokrat ustavijo ob njej, objamejo njeno mogočno deblo in nase prevzamejo nekaj njene pozitivne energije.